# Euphrasia melanosticta
Euphrasia melanosticta är en snyltrotsväxtart som beskrevs av Robert Reid Mill. Euphrasia melanosticta ingår i släktet ögontröster, och familjen snyltrotsväxter. Inga underarter finns listade i Catalogue of Life.